# Mario Rivera
Mario Luis Rivera Sanchez (26 de outubro de 1982) é um voleibolista profissional cubano.

## Carreira
Mario Rivera é membro da seleção cubana de voleibol masculino. Em 2016, representou seu país nos Jogos Olímpicos de Verão no Rio de Janeiro, que ficou em 11º lugar.